# Бакстер (Міннесота)
Бакстер (англ. Baxter) — місто (англ. city) в США, в окрузі Кроу-Вінг штату Міннесота. Населення — 8612 особи (2020).

## Географія
Бакстер розташований за координатами 46°20′15″ пн. ш. 94°16′58″ зх. д. / 46.33750° пн. ш. 94.28278° зх. д. (46.337391, -94.282845).  За даними Бюро перепису населення США в 2010 році місто мало площу 53,39 км², з яких 47,63 км² — суходіл та 5,76 км² — водойми.

## Демографія
Згідно з переписом 2010 року, у місті мешкало 7610 осіб у 2963 домогосподарствах у складі 2110 родин. Густота населення становила 143 особи/км².  Було 3176 помешкань (59/км²).
Расовий склад населення:
| - 96,5 % — білих - 0,9 % — азіатів - 0,5 % — корінних американців - 0,5 % — чорних або афроамериканців - 0,1 % — вихідців з тихоокеанських островів |

До двох чи більше рас належало 1,4 %. Частка іспаномовних становила 1,1 % від усіх жителів.
За віковим діапазоном населення розподілялося таким чином: 27,0 % — особи молодші 18 років, 57,2 % — особи у віці 18—64 років, 15,8 % — особи у віці 65 років та старші. Медіана віку мешканця становила 38,7 року. На 100 осіб жіночої статі у місті припадало 93,4 чоловіків;  на 100 жінок у віці від 18 років та старших — 90,7 чоловіків також старших 18 років.
Середній дохід на одне домашнє господарство  становив 79 095 доларів США (медіана — 57 715), а середній дохід на одну сім'ю — 91 706 доларів (медіана — 67 722). Медіана доходів становила 54 840 доларів для чоловіків та 36 857 доларів для жінок. За межею бідності перебувало 7,6 % осіб, у тому числі 6,9 % дітей у віці до 18 років та 9,0 % осіб у віці 65 років та старших.
Цивільне працевлаштоване населення становило 3815 осіб. Основні галузі зайнятості: освіта, охорона здоров'я та соціальна допомога — 26,1 %, роздрібна торгівля — 19,6 %, мистецтво, розваги та відпочинок — 11,2 %, науковці, спеціалісти, менеджери — 8,4 %.